# آئروماچی ای‌ام. ۳
آئروماچی ای‌ام. ۳ (به انگلیسی: Aermacchi_AM.3) یک هواگرد ملخ‌پیشین تک‌موتوره از نوع Observation aircraft ساخت شرکت Aermacchi است. هواگرد آئروماچی ای‌ام. ۳ نخستین پروازش را در ۱۲ مه ۱۹۶۷ میلادی انجام داد. این هواگرد در سال ۱۹۷۳ میلادی رسماً معرفی گردید.